# Desmodium virgatus
Desmodium virgatus är en ärtväxtart som först beskrevs av Carl von Linné, och fick sitt nu gällande namn av Carl Ludwig von Willdenow. Desmodium virgatus ingår i släktet Desmodium och familjen ärtväxter. Inga underarter finns listade i Catalogue of Life.